# Крістіна Агілера
Крісті́на Марі́я Агіле́ра (англ. Christina Aguilera; нар. 18 грудня 1980, Стейтен-Айленд, Нью-Йорк, США) — американська авторка-виконавиця, музикантка, композиторка, танцюристка, акторка, модель, продюсерка, режисерка, підприємиця, ЛГБТ, ВІЛ-СНІД та феміністична активістка. 
Лавреатка 4 премій «Греммі» та багатьох інших нагород. Власниця зірки на Голлівудській алеї слави. Амбасадорка доброї волі ООН.

## Життєпис
Народилася 18 грудня 1980 р. у Нью-Йорку в сім'ї уродженця Еквадору, військового Фаусто Вагнера Ксав'єра Агілери, і вчительки іспанської мови Шеррі Лорейн Фідлер, ірландки за походженням. У мегаполісі провела дитинство та юність, тут навчалася і здобувала перші перемоги.
Будучи вихованою католичкою, вивчала юдаїзм у середині 2000-х. 
19 листопада 2005 р. після трирічних стосунків одружилася з продюсером Джорданом Братманом на приватній церемонії в маєтку в окрузі Напа, штат Каліфорнія, під час традиційної єврейської церемонії. Агілера була у весільній сукні у стилі фламенко від Крістіана Лакруа, і вони обмінялися обручками, створеними ювеліром Стівеном Вебстером. 12 січня 2008 р. народила сина Макса Лайрона. У вересні 2010 розійшлася, а в жовтні подала на розлучення, яке було завершено у квітні 2011 й передбачало спільну опіку над сином.
У листопаді 2010 року почала зустрічатися з асистентом продюсера Метью Ратлером, з яким познайомилася під час зйомок мюзиклу «Бурлеск». У 2014 році вони заручилися на День святого Валентина. Пізніше того ж року Агілера народила дочку.
У 2022 році мисткиня розповіла про депресію та тривогу: «Я пережила багато травм у дитинстві. У минулому я точно боролася з депресією та тривогою. Це постійна боротьба, щоб подолати розум, що тривожний, розум, який завжди сумнівається». На початку кар'єри Агілера також розповідала про незахищеність і проблеми з зовнішнім виглядом.

## Музична кар'єра
Співати почала з дитинства, брала участь у численних музичних конкурсах і шоу талантів. Зокрема, в 1993 р. у 13 років пройшла відбір до популярного шоу телеканалу студії Діснея «Новий клуб Міккі-Мауса», де виступала з Брітні Спірс і Джастіном Тімберлейком. Після закриття шоу в 1994 р. почала сольну кар'єру.
У 1998 р. записала пісню «Reflection» (укр. «Відображення») до мультфільму «Мулан», після чого підписала контракт із компанією звукозапису RCA Records. Відтоді випустила три повноцінних студійних альбоми (Christina Aguilera, 1999; Stripped, 2002; Back to Basics, 2006) та півтора десятки синглів.
У 2008 році Агілера працювала над четвертим альбомом, реліз якого планувався на 2009 рік.
11 листопада 2008 року в США вийшов альбом Keeps Gettin’ Better, який включив найкращі хіти за 10 років кар'єри. У травні 2010 року на полицях музичних магазинів з'явився новий альбом «Bi-On-iC», проте тур на його підтримку у США був скасований через поганий продаж як альбому, так і квитків, хоча офіційною причиною стала зайнятість у кінопроєктах.

## Кінодіяльність
2010 року дебютувала в кіно: із Шер виконала головну роль у музичному фільмі «Бурлеск».
2018 року знялася в фільмі «Зої».

## Україна
2008 року Крістіна Агілера вперше виступила з концертами в Києві: 20 жовтня — в «Палаці спорту», 21 жовтня — в Національному палаці «Україна».
На «розігріві» перед Крістіною Агілерою виступали Потап і Настя Каменських. Шоу було висококласним, з використанням спецефектів. Агілера виконала мегахіти та 2 нові пісні, що увійшли до її збірки найкращих хітів. Обидва шоу пройшли без аншлагу, на концерті у палаці спорту було менше 1000 глядачів.

## Дискографія
Студійні альбоми
- Christina Aguilera (1999)
- Mi Reflejo (2000)
- Stripped (2002)
- Back to Basics (альбом Крістіни Агілери) (2006)
- Bionic (альбом Крістіни Агілери) (2010)
- Lotus (2012)
- Liberation (2018)

Збірки
1. 2008 — Keeps Gettin’ Better: A Decade of Hits